# Matthias Greitter
Matthias Greitter (Aichach, prop d'Augsburg, Baviera, ~1494 - Estrasburg, 20 de desembre de 1550) fou un compositor alemany del Renaixement i mestre de capella de la catedral d'Estrasburg.
Va estudiar a la Universitat de Friburg. Vers 1522 va trobar-se a Estrasburg amb Wolfgang Dachstein, organista de l'església de Sant Tomàs. Per Dachstein va conèixer les idees del protestantisme i es va convertir, va abandonar la vida monàstica i es va casar. Va esdevenir el primer cantor protestant de la catedral d'Estrasburg. Va ser acomodiat el 1546 per un afer d'adulteri i el 1548 va tornar. Després de la restauració del catolicisme durant l'ínterim d'Augsburg (1549-1552) va tornar catòlic per meres raons alimentaris: tenia deu fills, el que no va gaire plaure a la comunitat protestant.
Deixà interessants lieder a quatre veus que es troben a les antologies de l'època. A més, va compondre el coral O Herre gott begnade mich i el tractat Elementale musicum (1546).